# Klinisch perfusionist

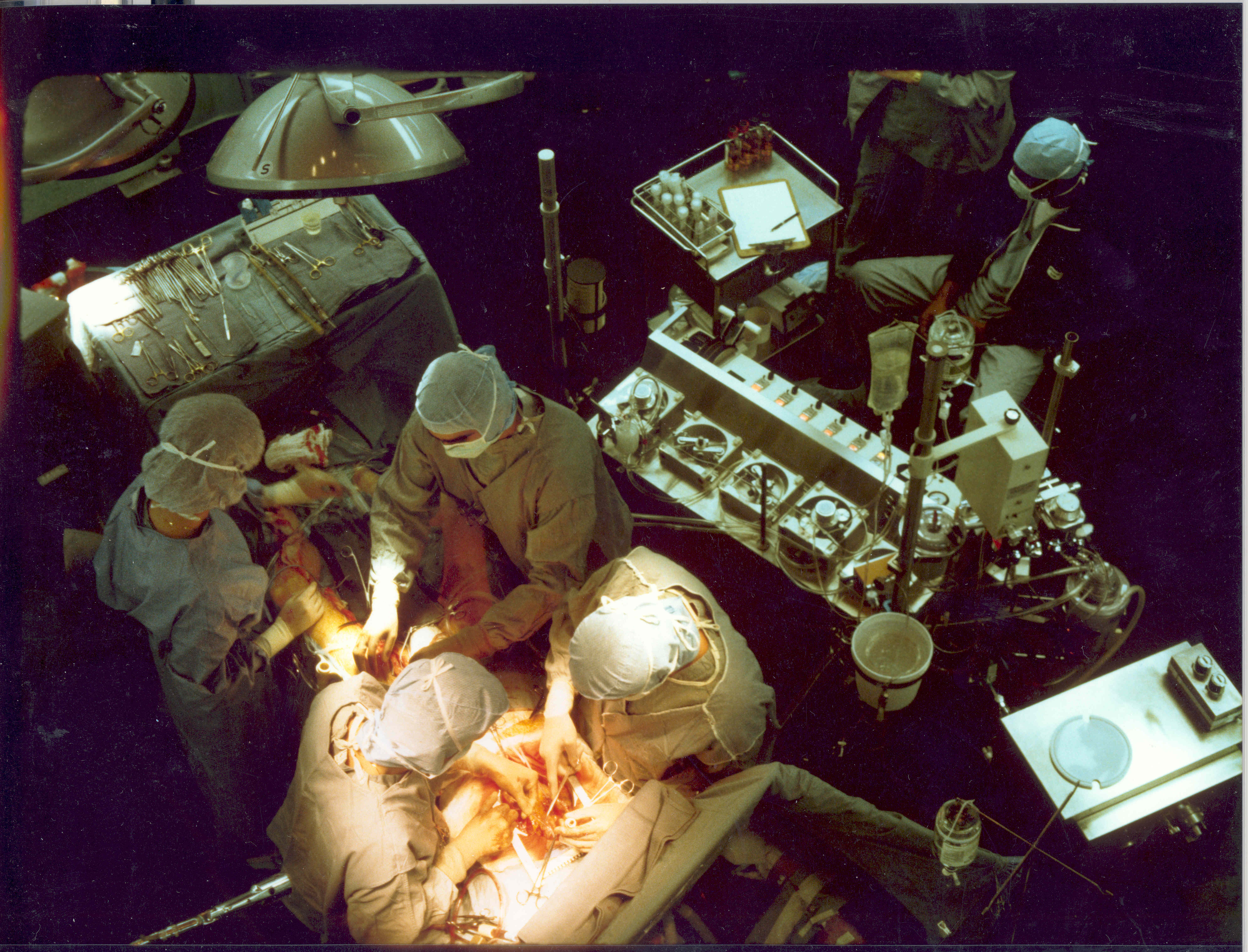
Een perfusionist bewaakt de hart-longmachine tijdens een operatie

Een klinisch perfusionist heeft een paramedisch beroep met als werkterrein de afdeling cardio-thoracale chirurgie van een ziekenhuis.
Hij of zij houdt zich daar bezig met de instandhouding van de bloedcirculatie en de extracorporale zuurstofuitwisseling van het bloed bij patiënten waarbij de functie van het hart tijdelijk wordt stilgelegd om een veilige chirurgische behandeling mogelijk te maken. Verder houdt de klinisch perfusionist zich bezig met partiële ondersteuning van de bloedcirculatie en de perfusie van organen bij patiënten die een chirurgische behandeling ondergaan aan de grote bloedvaten. Bijvoorbeeld aan de aorta, de grootste en belangrijkste slagader in het menselijk lichaam. Hierbij wordt gebruikgemaakt van een hart-longmachine.
De klinisch perfusionist is ook verantwoordelijk voor de uitvoering van korte en langdurige ondersteuning van de extracorporale circulatie bij patiënten op de intensive care waarvan hart en/of longen tijdelijk onvoldoende functioneren. Daarnaast heeft de perfusionist een taak bij vormen van extracorporale bloedbehandeling die gericht zijn op het terug winnen van bestanddelen uit het bloed dat tijdens een operatie verloren is gegaan. Dit om het bloed te kunnen gebruiken voor re-transfusie of het concentreren van elementen welke na de toediening een bijdrage kunnen leveren aan een goede bloedstolling. Begeleiding van studenten, ondersteuning van experimentele chirurgie en wetenschappelijk onderzoek gericht op nieuwe ontwikkelingen en toepassingen van het vakgebied behoort ook tot de bezigheden. 
In Nederland bestaat de vooropleiding voor deze functie uit een hbo- of universitaire opleiding in chemische-, biologische- of een fysische richting. Veel studenten hebben reeds een masteropleiding afgerond. Het theoretische deel van de beroepsopleiding vindt in maandelijkse blokweken plaats in het Leids Universitair Medisch Centrum (LUMC) te Leiden. De praktische kennis zal voornamelijk worden opgedaan door deelname aan operaties en andere medische behandelingen waarbij de kennis en kunde wordt overgedragen. 
De opleiding duurt ongeveer 4 jaar.